# Chromatomyia crawfurdiae
Chromatomyia crawfurdiae är en tvåvingeart som beskrevs av Mitsuhiro Sasakawa 1954. Chromatomyia crawfurdiae ingår i släktet Chromatomyia och familjen minerarflugor. Inga underarter finns listade i Catalogue of Life.